# Kanton Marburg
Der Kanton Marburg war eine von 1807 bis 1814 bestehende Verwaltungseinheit im Distrikt Marburg des Departement der Werra im napoleonischen Königreich Westphalen. Sitz der Kantonalverwaltung war das gleichnamige Marburg. Der Kanton umfasste fünf Dörfer und Weiler und die Stadt Marburg. Er hatte 7841 Einwohner und eine Fläche von 0,6 Quadratmeilen.
Die verwalteten Ortschaften waren
- Stadt Marburg mit Schwanenhof,
- Marbach,
- Cappel,
- Ockershausen und
- Cyriaxsweimar mit Gisselberg